# 白花过路黄
白花过路黄（学名：Lysimachia huitsunae）是报春花科珍珠菜属的植物，是中国的特有植物。分布在中国大陆的广西、安徽、浙江等地，生长于海拔1,700米至2,200米的地区，多生在山坡草丛中，目前尚未由人工引种栽培。